# Siddessen
Siddessen ist ein 392 Einwohner zählender Ortsteil der Stadt Brakel im Kreis Höxter, Nordrhein-Westfalen, in Deutschland.

## Geografie
Siddessen liegt im Nethegau, einer Flusslandschaft zwischen dem Eggegebirge und der Weser.

## Geschichte
Älteste Zeugnisse einer Besiedlung im wasser- und fischreichen Nethetal finden sich in der Altsteinzeit. Erstmals urkundlich belegt ist das Dorf im Jahre 1015. In einer Lebensbeschreibung des Paderborner Bischofs Meinwerk wird davon gesprochen, dass eine Nonne Cabuke ihr Gut u. a. in Siddessen auf Bitten des Bischofs der Kirche vermachte. Das Dorf war seit Beginn eng mit dem Kloster Gehrden verbunden. Die nur 1500 m entfernte Titularstadt Gehrden und war lange nach der Säkularisation des Klosters in Gehrden für die Bewohner des „Klosterdorfs“ Siddessen ein religiöser Treffpunkt, denn bis in die 1920er Jahre besaß das Dorf keine Kirche, sondern nur eine kleine Kapelle. So mussten die Siddesser des Öfteren den Weg in die romanische Pfeilerbasilika in Gehrden begehen.
Siddessen gehörte bis zu den Napoleonischen Kriegen zum Rentamt Dringenberg im Hochstift Paderborn. 1803 wurde Siddessen mit der Auflösung des Hochstifts Paderborn erstmals preußisch und kam zum Oberwaldischen Kreis. Von 1807 bis 1813 gehörte Siddessen zum von Napoleon gegründeten Königreich Westphalen, in dem es zum Kanton Gehrden im Departement der Fulda gehörte. Der Ort fiel 1813 wieder an Preußen und kam 1816 zum neuen Kreis Warburg in der Provinz Westfalen. Im Kreis Warburg gehörte Siddessen zunächst zum Kanton bzw. Amt Gehrden. Nach dessen Vereinigung mit dem Amt Dringenberg war Siddessen seit den 1850er Jahren eine Gemeinde im Amt Dringenberg-Gehrden.
Im Zuge des Sauerland-Paderborn-Gesetzes wurden am 1. Januar 1975 das Amt Dringenberg-Gehrden und der  Kreis Warburg aufgelöst sowie Siddessen neben der Stadt Gehrden und den Hegge-Dörfern Frohnhausen, Auenhausen und Hampenhausen in die Stadt Brakel im Kreis Höxter eingegliedert.
In den 1990er Jahren errang das Dorf die Goldmedaille des Landeswettbewerbs „Unser Dorf soll schöner werden“.